# Tahla
 (juin 2012).
Si vous disposez d'ouvrages ou d'articles de référence ou si vous connaissez des sites web de qualité traitant du thème abordé ici, merci de compléter l'article en donnant les références utiles à sa vérifiabilité et en les liant à la section « Notes et références ».
Tahla (forme française officielle ; en amazighe : Tahla), est une  ville de la province de Taza, dans la région de Fès-Meknès, au Maroc, située entre les villes de Fès et de Taza.

## Géographie
Tahla est limitée au nord et à l'ouest par la commune rurale de Matmata, au sud par la commune rurale d'Aït Seghrouchen, et à l’est par la commune rurale de Smiaa.
Tahla est située géographiquement au pied des chaines de l'Atlas de la province de Taza, sur la route nationale qui relie Fès et Taza, à 50 km de cette dernière.

### Le réseau routier
Il existe trois routes desservant Tahla :
- la première relie Tahla à la route nationale N 6 Fès-Taza au point nommé « Chbabat » et à l'autoroute A2 au point km 242 depuis 2011;
- la deuxième relie Tahla à la route nationale N 6 Fès-Taza aux points nommés « Ain Boumassail » et « Matmata » ;
- le troisième tronçon va de Tahla à Hermoumou en passant par Zrarda.

L'ensemble de ce réseau routier se trouve dans un état complètement dégradé. Une rénovation s’avère vitale pour le désenclavement de cette zone tant d'un point de vue social, qu’économique, commercial et humain.

## Climat
Le climat de Tahla est varié mais les spécialistes le considèrent comme un climat « méditerranéen » ; la température moyenne est de 28 °C. La moyenne pluviométrique annuelle est de 500 mm. Le brouillard y est peu fréquent. La température maximale avoisine les 43 °C et la température minimale atteint les 4 à 6 °C avec des gelées observées en janvier et février. Les vents dominants soufflent de l'est au sud-ouest ou du sud-ouest au nord-est.

## Économie
Les principales activités de la population de Tahla sont l’agriculture et le commerce, ce qui ne lui génère que de faibles revenus et débouche sur un niveau de vie modeste.
Le principal potentiel de Tahla est son environnement : les montagnes du Moyen Atlas, qui recèlent plusieurs sites touristiques (grottes, lacs, sources, fleuves, etc.), de riches forêts sur une superficie de 67 000 ha avec une importante biodiversité et de fertiles terres agricoles 1 300 ha.

### L'agriculture
L’agriculture de la région de Tahla est basée essentiellement sur l’élevage, la grande culture et l’arboriculture. Surtout en sol sec, les zones irriguées sont très peu nombreuse et concentrées sur les rives et les vallées des différents cours d’eau. Les Beni Ouaraynes ont, à travers les âges, appliqué le système de l’agriculture de transhumance, tantôt dans les montagnes, tantôt dans les plaines et les plateaux. C’est à partir de la fin du XXe siècle que les populations se sont sédentarisées passant d’une agriculture de subsistance a une agriculture de marché avec l’introduction de nouvelles variétés de blé plus productives, l’amélioration de la race bovine et ovine, l’augmentation des superficies arboricoles, notamment l’oléiculture, et l’utilisation des facteurs de production (fertilisation, semences sélectionnées, l’utilisation des herbicides, etc.).

## Démographie
Tahla est le fief de la grande tribu berbère des Beni Ouaraines. Son territoire est très vaste allant de Berkine en passant par Maghraoua, Ribat elkhir "ex:ahermoumou" Tahla. Limitée au Nord par Tazaka Ghiyata et la tribu des Houara de Guercif, au sud par le Jbel Bouyablane, Benyazgha et Beni Sadden, à l’est par la tribu des Haouara Oulad Ali et Outat el Haj, à l’ouest par la tribu des Lahyayna. Les différentes tribus berbères des Beni Ouaraines appartiennent à la grande tribu des Zenata.
Au cours du temps, Tahla a attiré en grand nombre les populations des zones avoisinantes. D’une bourgade de quelques centaines d’habitants au début des années 1920, sa population a connu une rapide croissance en passant de 2 323 habitants en 1971, à 10 033 en 1982, à 20 147 en 1994 et à 25 655 en 2004. Cette rapide croissance démographique n’a pas été accompagnée par une évolution similaire des infrastructures et des équipements collectifs, ce qui a été à l’origine de l’apparition d’une urbanisation mitigée avec des quartiers périphériques anarchiques, un sous-équipement important, l’absence d’espaces verts et de divertissements pour les jeunes. Les équipements collectifs sont peu nombreux par rapport à sa population : Un hôpital, six écoles, deux collèges et un lycée, un marché municipal, un souk hebdomadaire, un abattoir.

## Personnalités
- Kaddour Terhzaz, né à Tahla